# دلفی (شهر)

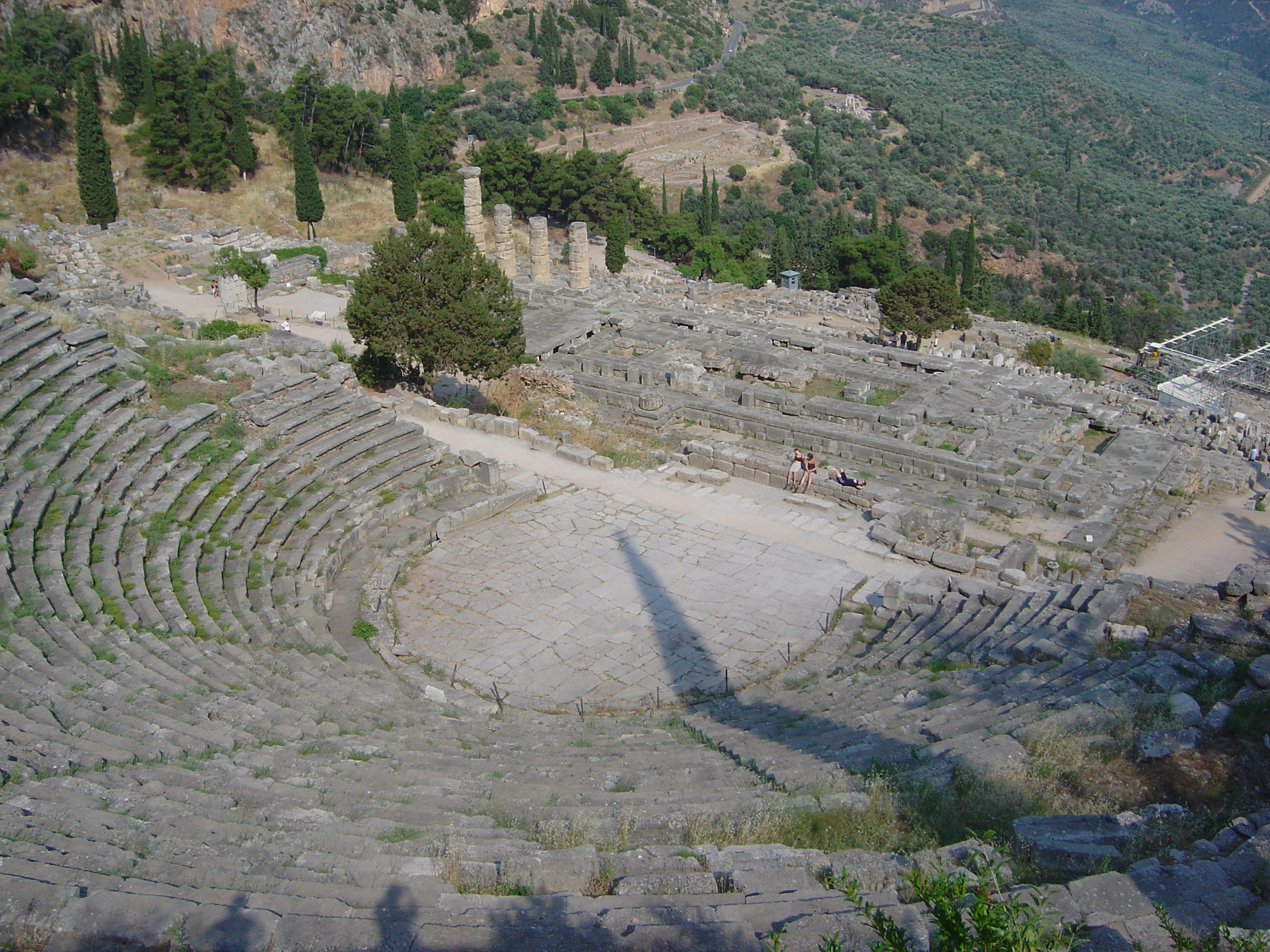

دلفی (به یونانی: Δελφοί) نام مکانی‌است باستانی در یونان و در دره فوکیس. دلفی در یونان باستان اهمیت بسیاری داشت و مقر معبد آپولون بود. همچنین دلفی جایی بوده که یکی از چهار مسابقهٔ سراسری یونانیان در آن برگزار می‌شد. یونانیان دلفی را مرکز زمین می‌پنداشتند و آن را ارج می‌نهادند. دلفی در سال ۱۹۸۷ در فهرست میراث جهانی یونسکو ثبت شده‌است. نام دلفی به معنای «تک دختر زیبای قدرتمند» است همچنین به معنی «دختر جادوگر و حیله‌گر» نیز هست.

## اشارات به دلفی در ادبیات
طبق نوشته‌های تیتوس لیویوس در کتاب از پیدایش روم، لوکیوس تارکوئینیوس متکبر، واپسین پادشاه روم، خوابی ناخوشایند دید که از آن بسیار مضطرب شد و بر آن شد تا کسانی را به‌سوی غیب‌گوی دلفی بفرستد تا از او تعبیر خوابش را بخواهند. چون جرئت نکرد پاسخ‌های احتمالی آن غیب‌گو را به کس دیگری بسپارد، دو پسر خود، تیتوس و آرونس، را روانهٔ دلفی کرد و خواهرزادهٔ خویش، لوکیوس یونیوس بروتوس، را نیز همسفرشان کرد. پس چون این سه تن به معبد دلفی رسیدند و تعبیر خواب شاه را از پیشگوی آنجا خواستند، تیتوس و آرونس از پیشگو پرسیدند که کدامشان شاهِ روم خواهد شد. پیشگو پاسخ داد که هرکس که زودتر مادرش را بوسه زند، شاه روم می‌شود. در حالی‌که تیتوس و آرونس قرعه می‌زدند که کدام‌یک پس از رسیدن به روم مادرش را ببوسد، بروتوس با خود پنداشت که منظور آن پیشگو از لفظ «مادر» زمین بوده است. پس تظاهر به لغزیدن کرد و در حینی که به زمین می‌افتاد، زمین را بوسید. این پیشگویی تحقق یافت، چنان‌که او کمی بعد خاندان شاهان را برانداخت و جمهوری روم را تأسیس کرد و خود نخستین کنسول آن شد.